# Michel Teychenné
Michel Teychenné (sinh ngày 22 tháng 7 năm 1957 tại Foix, Ariège) là một chính khách người Pháp và là cựu Nghị sĩ Nghị viện Châu Âu về vùng Tây Nam nước Pháp. Ông là một thành viên của Đảng Xã hội, là một phần của Đảng Xã hội chủ nghĩa châu Âu.
Ông gia nhập Nghị viện châu Âu vào tháng 10 năm 2008, sau khi Robert Navarro từ chức, cho đến cuộc bầu cử năm 2009.
Một ủy viên hội đồng địa phương ở Pamiers, Ariège, ông công khai là người đồng tính. Ông đã tuyên bố bị phân biệt đối xử vì là người đồng tính trong cuộc bầu cử khu vực năm 2010.